# Оханское городское поселение
Оханское городско́е поселе́ние — муниципальное образование в Оханском районе Пермского края Российской Федерации.
Административный центр — город Оханск.

## История
Статус и границы городского поселения установлены Законом Пермской области от 1 декабря 2004 года № 1878-407 «Об утверждении границ и о наделении статусом муниципальных образований Оханского района Пермской области» 

## Население
| 2010  | 2012  | 2013  | 2014  | 2015  | 2016  | 2017  |
| ----- | ----- | ----- | ----- | ----- | ----- | ----- |
| 7250  | ↗7301 | ↘7205 | ↘7129 | ↘7096 | ↗7098 | ↘7072 |
| 2018  |       |       |       |       |       |       |
| ↗7087 |       |       |       |       |       |       |

## Состав городского поселения
| № | Населённый пункт | Тип населённого пункта        | Население |
| - | ---------------- | ----------------------------- | --------- |
| 1 | Оханск           | город, административный центр | ↘6290     |